# Metropolitan Police Service

Obszar odpowiedzialności MPS na mapie policji terytorialnych w Anglii

Metropolitan Police Service (MPS, Metropolitalna Służba Policyjna), dawniej i nadal powszechnie znana jako Metropolitan Police i nieformalnie jako Met Police, the Met, Scotland Yard lub the Yard – brytyjska formacja policyjna, pełniąca rolę policji terytorialnej na obszarze wszystkich gmin Wielkiego Londynu z wyjątkiem City of London, który jest nadzorowany przez znacznie mniejszą City of London Police.
MPS jest zdecydowanie największą i najbardziej znaną spośród formacji policyjnych w Wielkiej Brytanii. Oprócz typowych zadań policji terytorialnej, jej funkcjonariusze zapewniają ochronę osobistą członkom brytyjskiej rodziny królewskiej, premierowi Wielkiej Brytanii i innym najważniejszym politykom, a także wysokiej rangi przedstawicielom innych państw składającym wizytę w Wielkiej Brytanii. MPS odpowiada także za ochronę placówek dyplomatycznych zlokalizowanych w brytyjskiej stolicy, jak również za szereg kwestii związanych ze zwalczaniem terroryzmu. W marcu 2012 MPS liczyła 32 140 funkcjonariuszy, zatrudnia również ok. 13 tysięcy pracowników cywilnych. Dla porównania, żadna inna policja terytorialna w Anglii i Walii nie miała w tym czasie więcej niż 8 tysięcy policjantów, z kolei np. cała policja w Szkocji to ok. 23 tysiące osób.
Na czele sił stoi Komisarz, którego formalnym tytułem jest Commissioner of Police of the Metropolis (Komisarz Policji Metropolii). Komisarz jest odpowiedzialny przed Królem, Ministerstwem Spraw Wewnętrznych i burmistrzem Londynu za pośrednictwem Mayor's Office for Policing and Crime (Biura Burmistrza ds. Policji i Przestępczości). Stanowisko komisarza po raz pierwszy objęli wspólnie Sir Charles Rowan i Sir Richard Mayne. Dama Cressida Dick została mianowana komisarzem w kwietniu 2017 roku.
Instytucja posiada szereg nieformalnych nazw i skrótów, z których najczęstszą jest the Met. Met jest również określany jako Scotland Yard, co jest metonimią jej pierwotnej siedziby. Obecną siedzibą the Met jest New Scotland Yard, położona na Victoria Embankment.

## Galeria

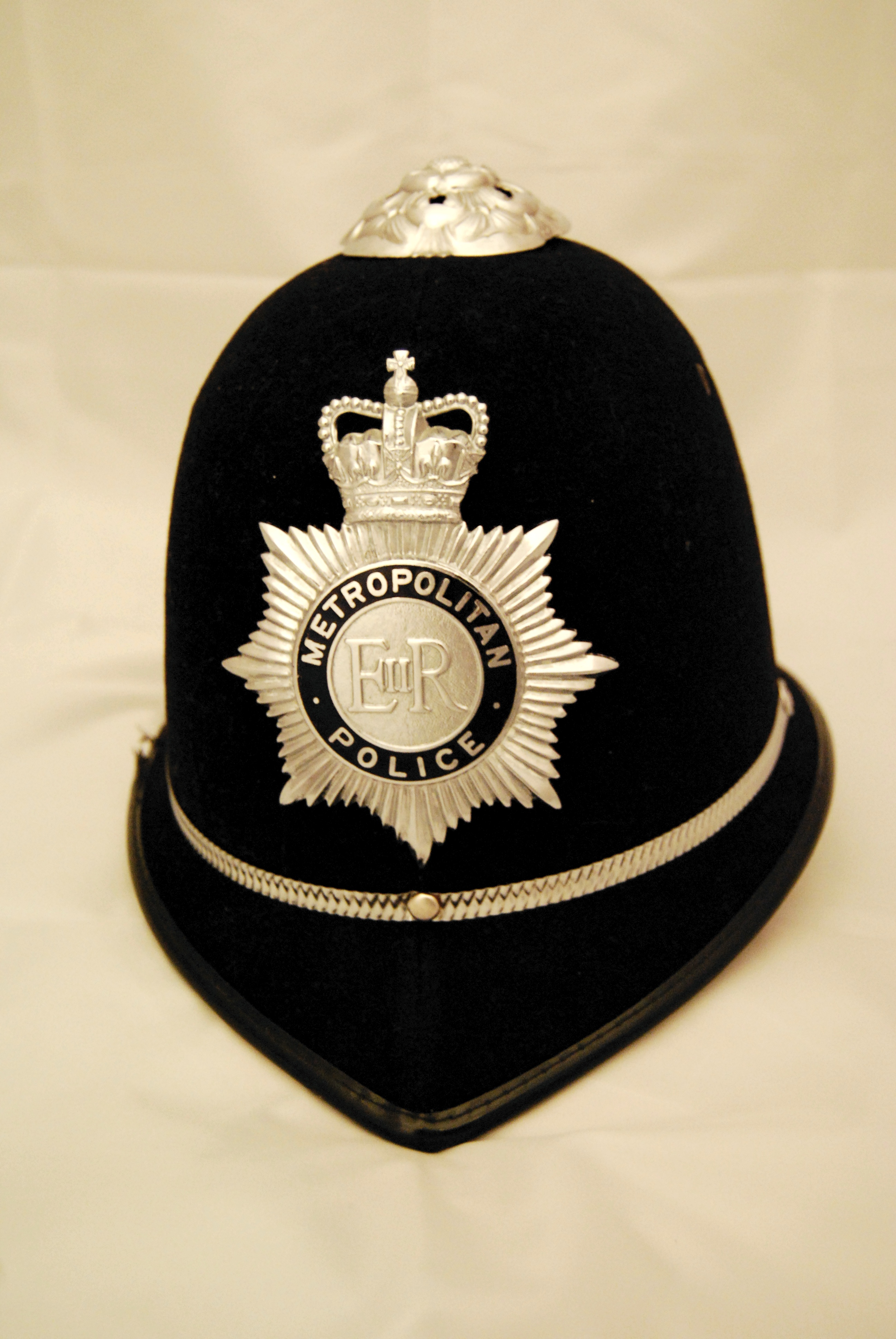
Charakterystyczny hełm patrolowy noszony przez funkcjonariuszy MPS
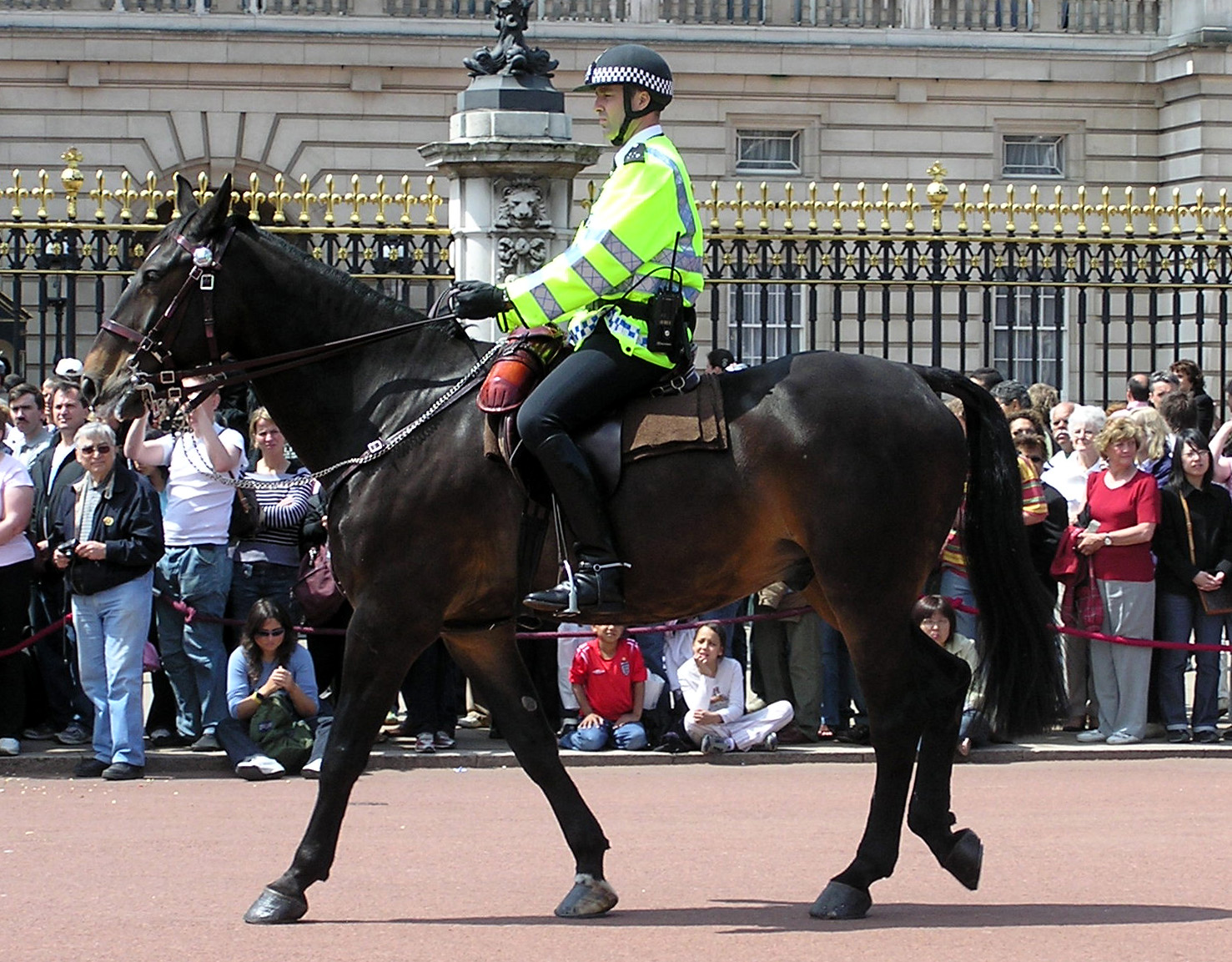
Funkcjonariusz MPS na koniu przed Pałacem Buckingham
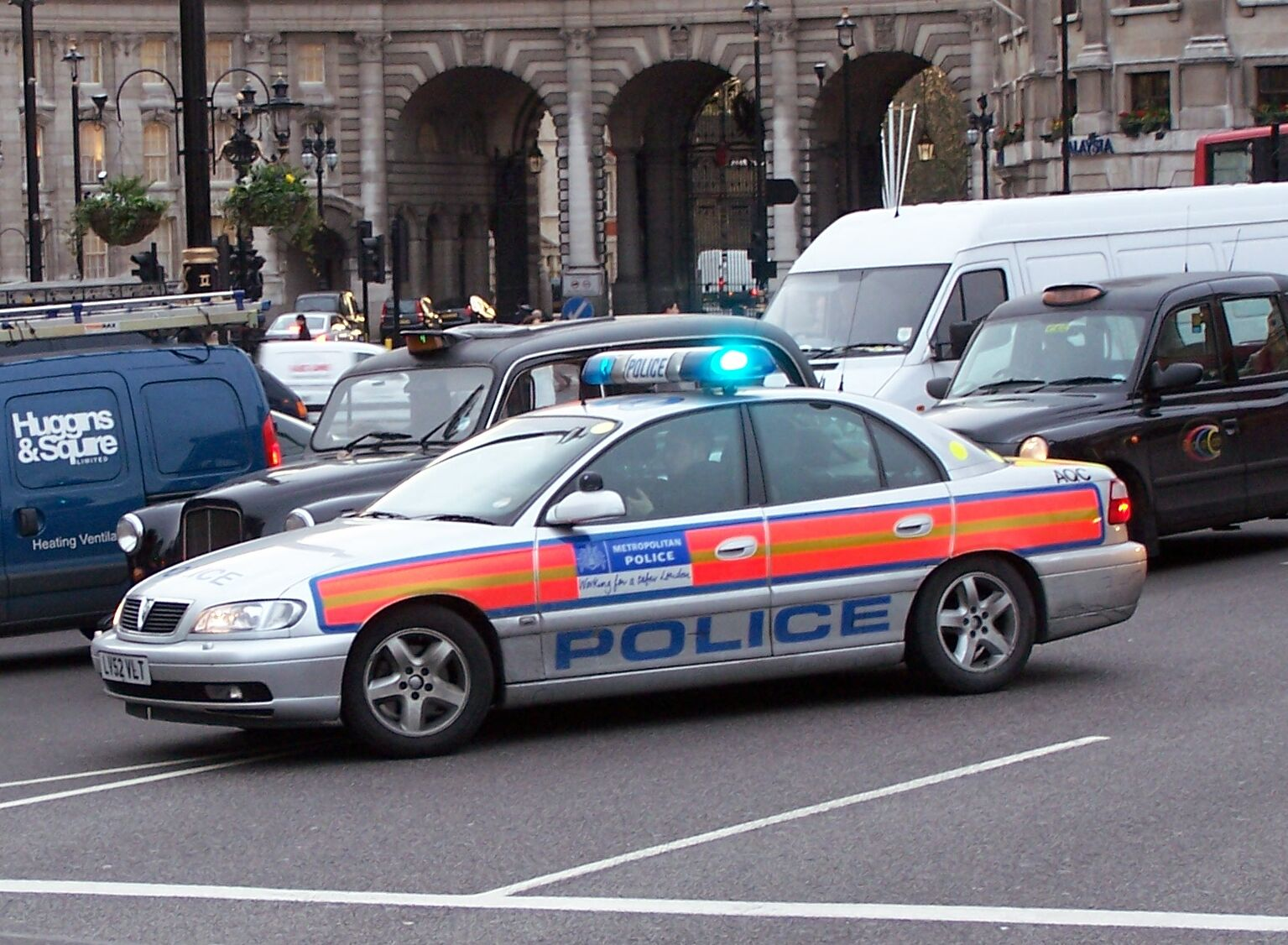
Vauxhall Omega jako radiowóz MPS
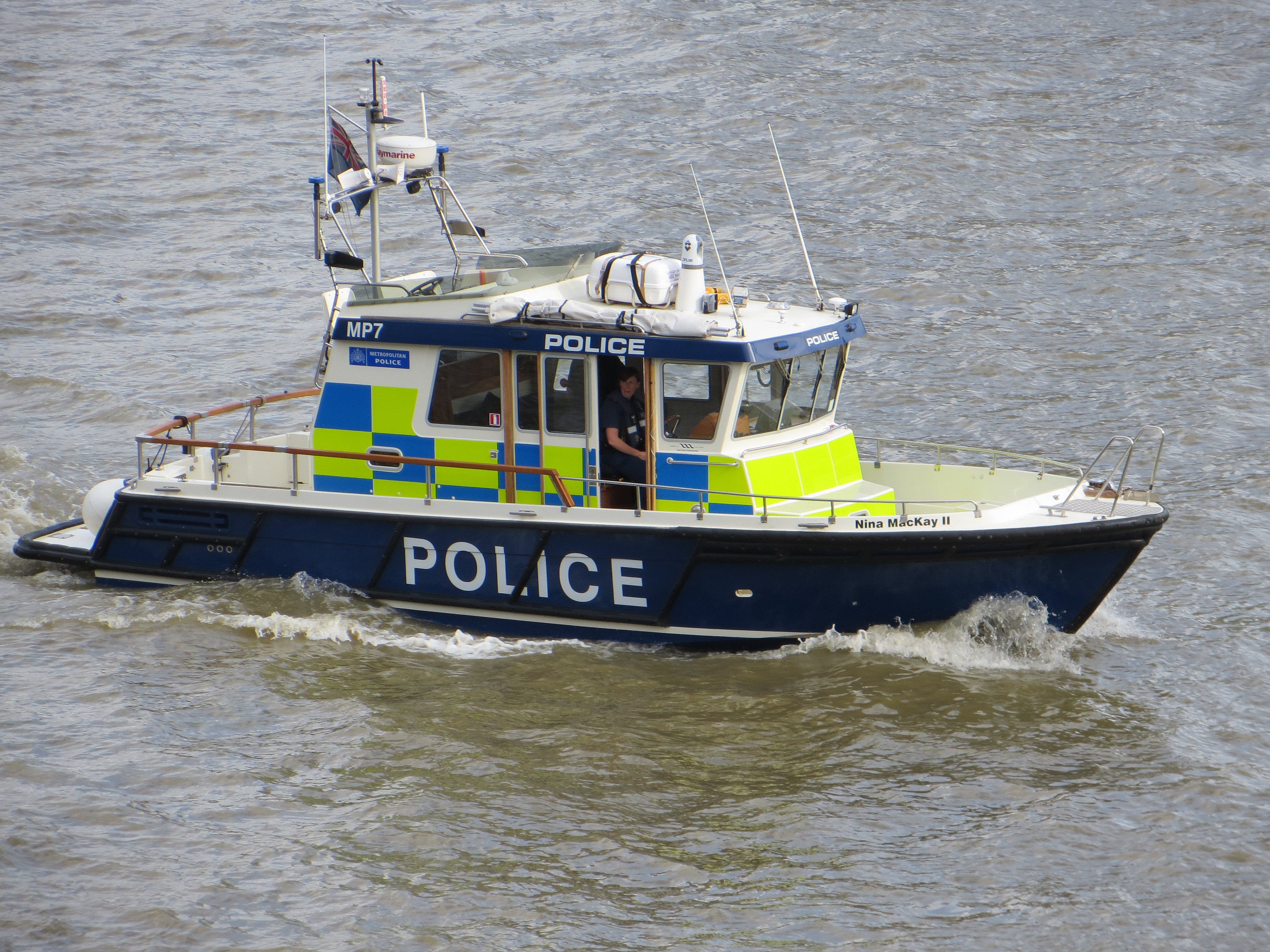
Łódź patrolowa MPS na Tamizie
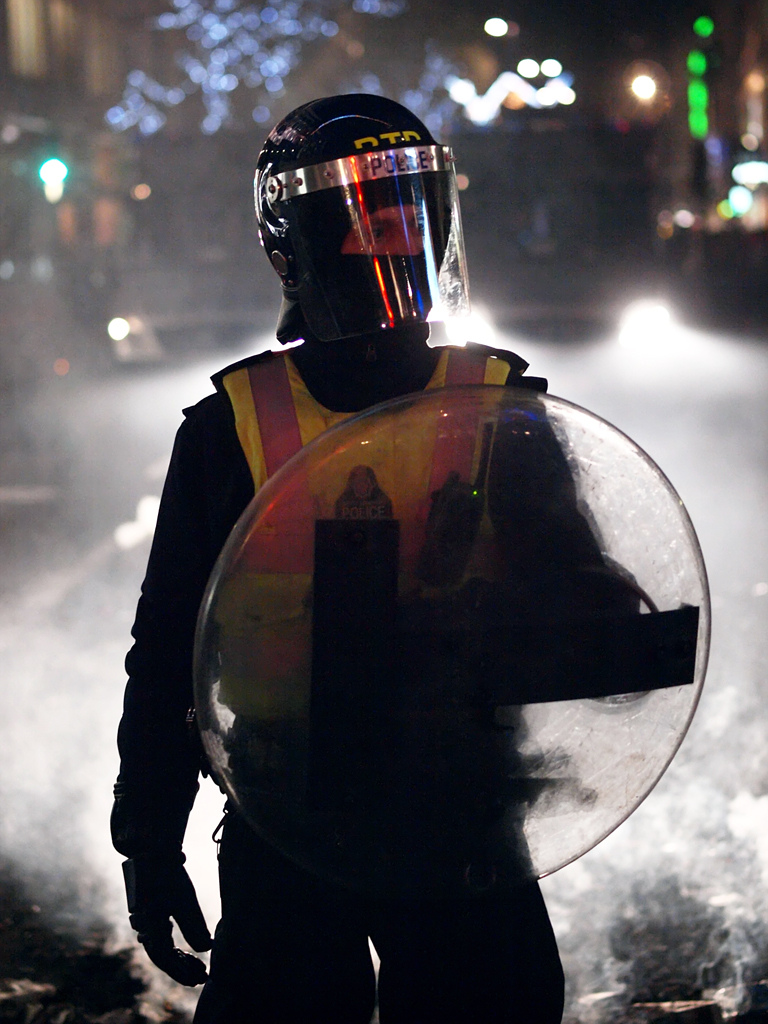
Funkcjonariusz MPS podczas zamieszek
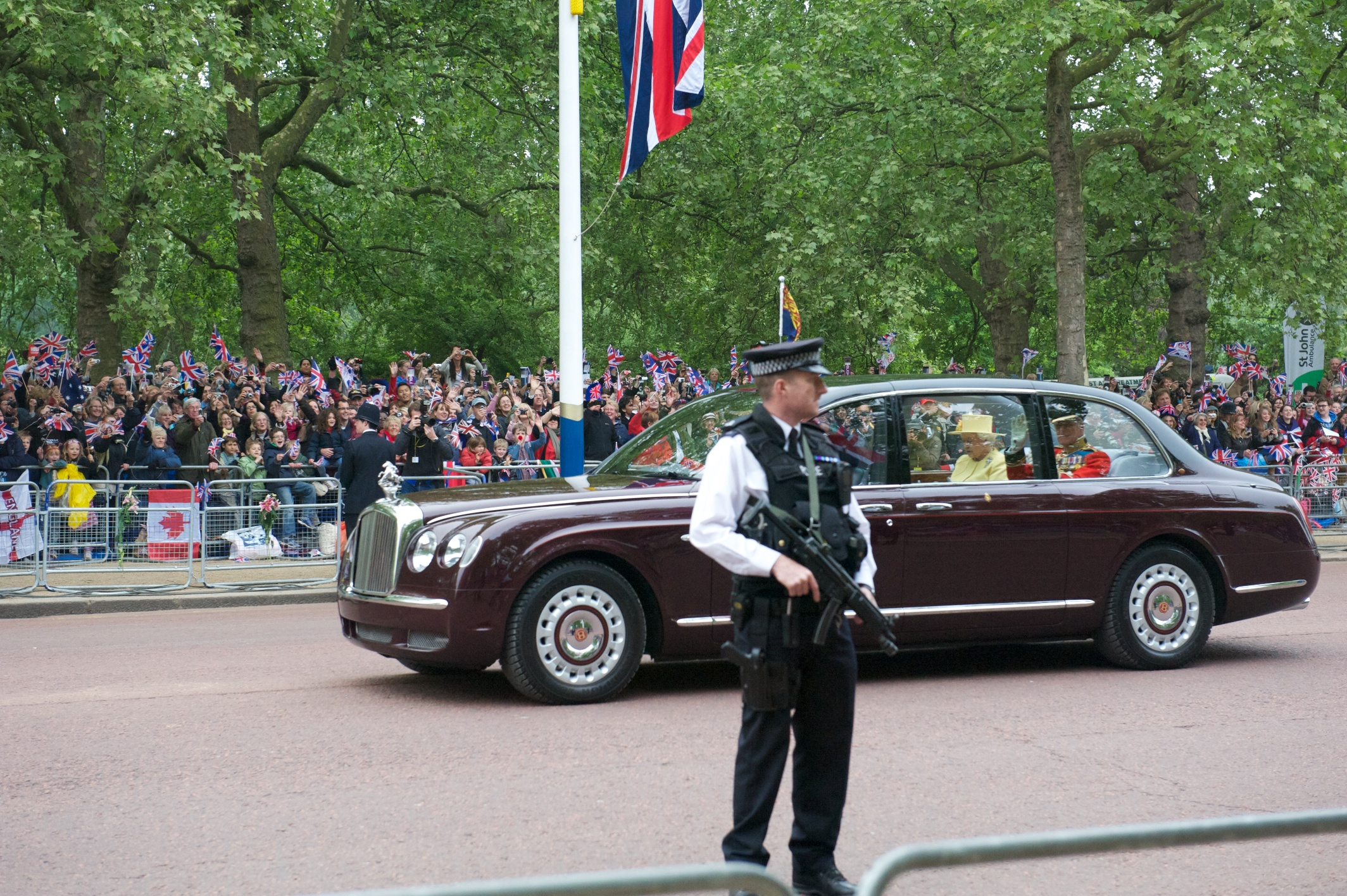
Funkcjonariusz MPS zabezpieczający przejazd królowej Elżbiety II
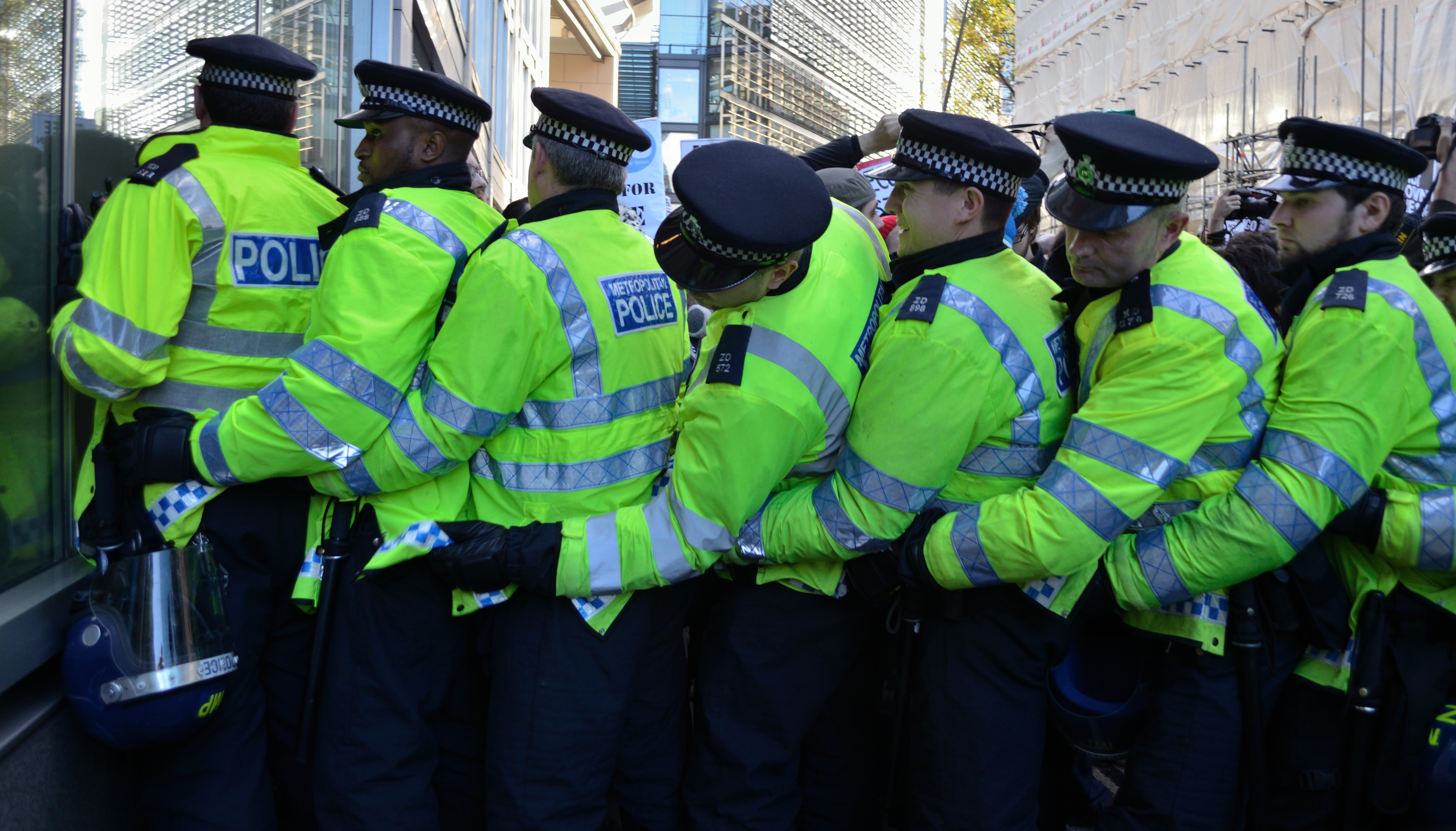
Policjanci z MPS w formacji ludzkiego łańcucha, używanej do blokowania przemarszu demonstracji
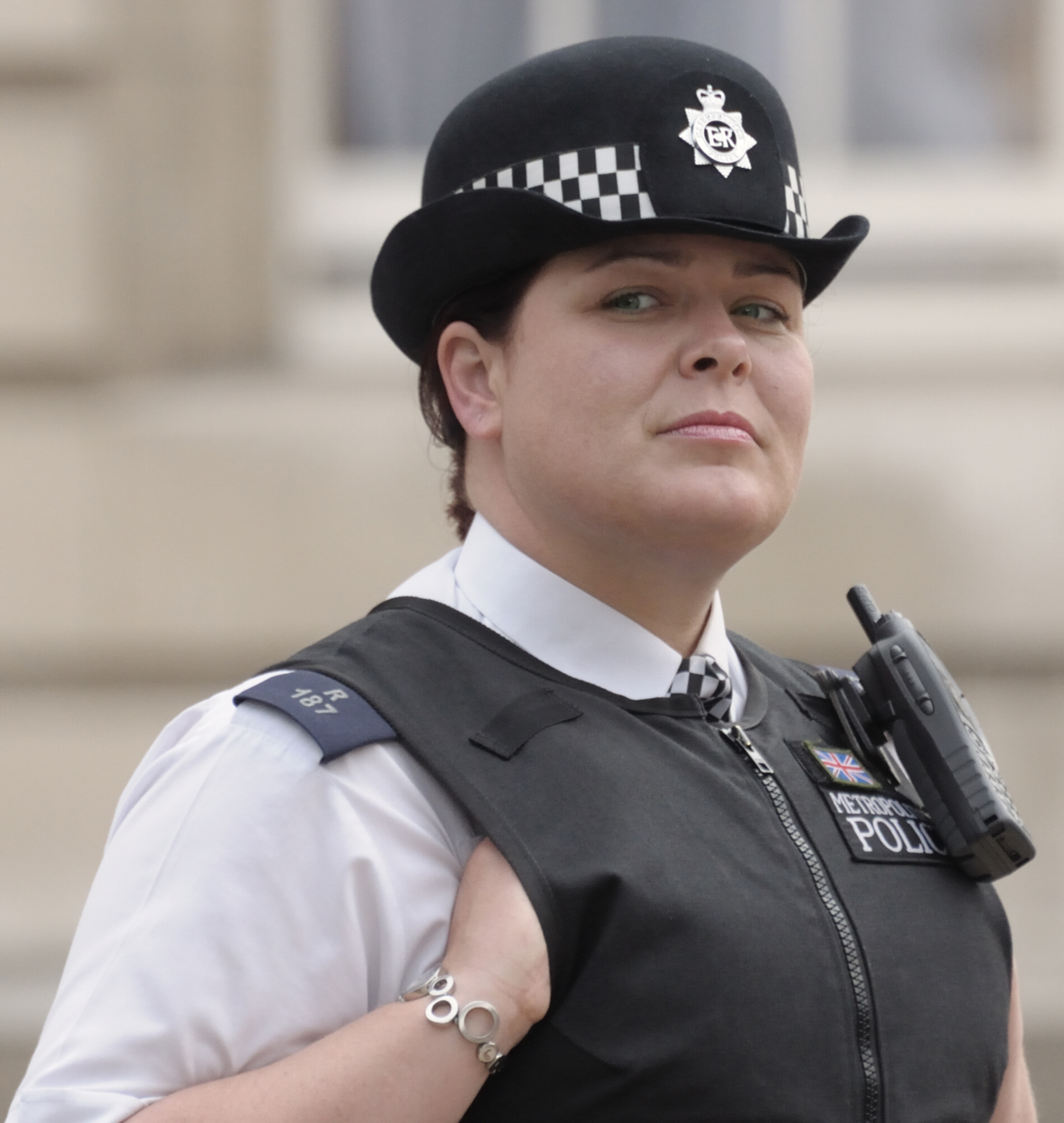
Ochrona pałacu Buckingham